# Tânia Oliveira
Tânia Oliveira (São Caetano do Sul, 19 de dezembro de 1978) é uma modelo, formada em educação física e apresentadora brasileira que tornou-se conhecida por ter sido assistente de palco do programa humorístico Pânico na TV. Apresentou os programas Interligado e Brothers na Rede TV!.

## Biografia
Na televisão e mídia, Tânia iniciou sua trajetória em 2005 ao vencer o concurso Garota Metamorphoses, o que lhe garantiu um papel na telenovela homônima da Rede Record como Martinha. No mesmo ano, integrou o elenco de A Escrava Isaura. Entre 2005 e 2008, participou do programa Pânico na TV, deixando a atração por insatisfação profissional. Em 2009, retornou à Rede TV! como apresentadora dos programas Interligado e Brothers. Posteriormente, em 2015, atuou como repórter, realizando matérias externas para a emissora. Em 2019, assumiu a função de apresentadora de rádio no programa Bom Dia Trans, exibido pela rádio Transcontinental.
Suas participações em ensaios e projetos na mídia incluem uma capa da revista Playboy em fevereiro de 2006 e a realização de um ensaio fotográfico para o extinto site The Girl, ligado ao portal Terra.
No Carnaval, desempenhou papéis em diversas Escolas de Samba. Em 2011, foi nomeada Madrinha da Bateria da Tom Maior. Em 2014, ocupou o mesmo posto na Dragões da Real e foi também eleita Musa do Carnareal. No Carnaval de 2017, foi coroada Rainha da Bateria da União da Ilha. Em 2020, celebrou 20 anos de desfiles no Carnaval Paulistano, sendo convidada como Madrinha da Acadêmicos do Tucuruvi.
No campo da educação física, concluiu sua formação em 2008 e foi uma das primeiras profissionais a trazer o treinamento funcional kettlebell para o Brasil, promovendo práticas de exercício físico.
Em relação à saúde, foi diagnosticada com câncer de tireoide em dezembro de 2016, submetendo-se a uma cirurgia em abril de 2017 e iniciando um período de tratamento e recuperação.